# Ramvik
Ramvik is een plaats in de gemeente Härnösand in het landschap Ångermanland en de provincie Västernorrlands län in Zweden. De plaats heeft 746 inwoners (2005) en een oppervlakte van 190 hectare. De plaats ligt aan de rivier de Ångermanälven.

## Verkeer en vervoer
Bij de plaats loopt de Riksväg 90.

## Geboren
- Thorbjörn Fälldin, premier van Zweden tussen 1976 en 1982